# Ust'-Doneckij rajon
L'Ust'-Doneckij rajon, in russo Усть-Донецкий район?, è un rajon dell'Oblast' di Rostov, nella Russia europea. Istituito nel 1965, il capoluogo è Ust'-Doneckij.

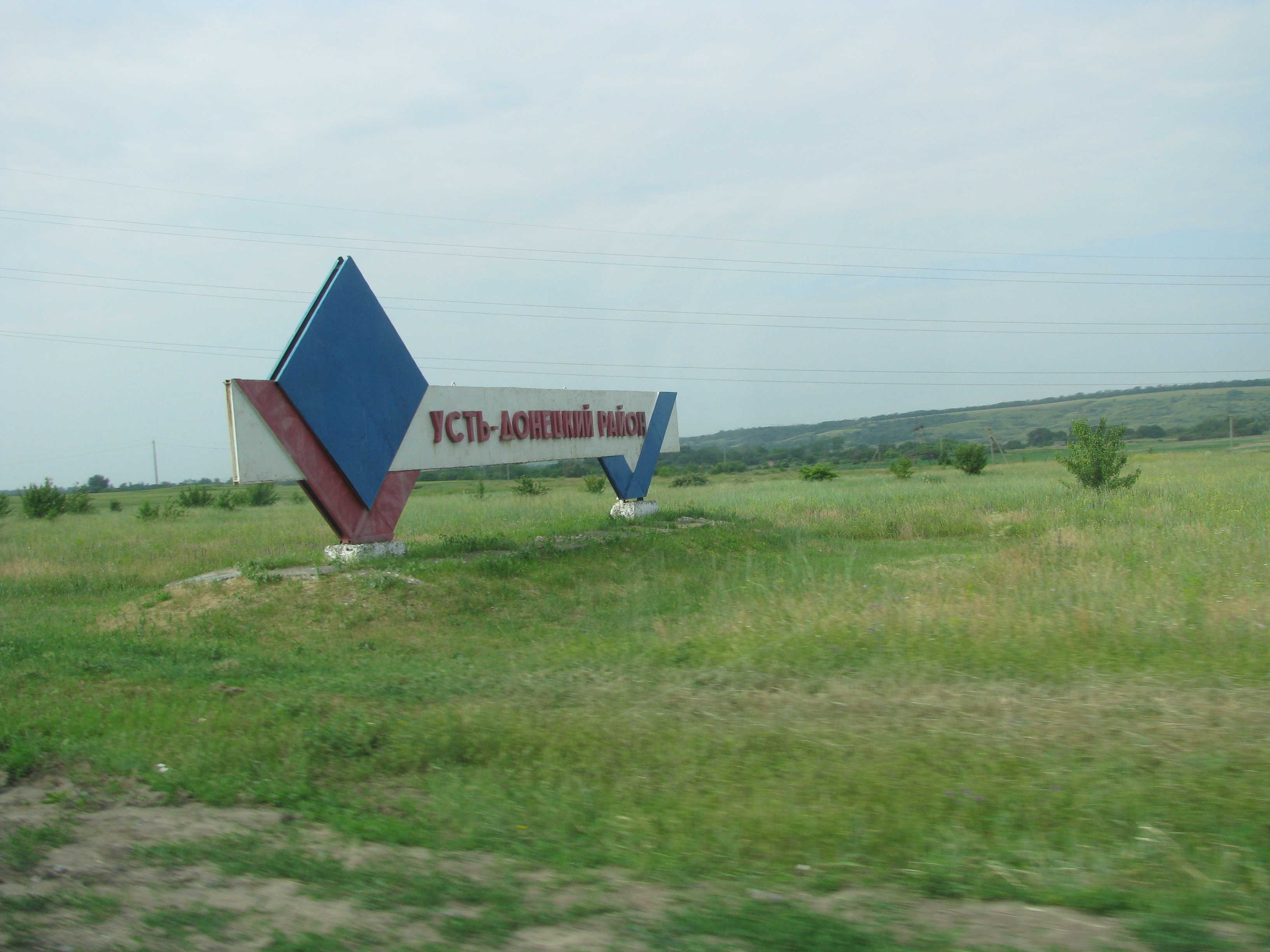
Entrata in Ust'-Doneckij rajon